# Bakum
Bakum är en kommun och ort i Landkreis Vechta i förbundslandet Niedersachsen i Tyskland.